# Oudeland (Hollande-Méridionale)
Pour les articles homonymes, voir Oudeland.
Oudeland est un hameau appartenant à la commune néerlandaise de Krimpenerwaard, situé dans la province de la Hollande-Méridionale.